# Lenka Kuncová
Lenka Kuncová (* 1971 Frenštát pod Radhoštěm) je česká paralympijská lukostřelkyně a členka zastupitelstva města Frenštát pod Radhoštěm.

## Životopis
Narodila se 1971 v Frenštátě pod Radhoštěm. Po autonehodě v roce 1993 ochrnula a v roce 1995 začala s lukostřelbou. Od roku 1997 v lukostřelbě reprezentuje Českou republiku. V roce 2004 se poprvé účastnila paralympijských her v Athénách. Na dalších paralympijských hrách v Pekingu v roce 2008 vyhrála třetí místo v závodu družstev společně s Miroslavou Černou a Markétou Sidkovou. Účastnila se i paralympijských her v Londýně (2012) a v Riu (2016). Je i několikanásobnou mistryní ČR, obsadila 2. místo v družstvech na mistrovství světa 2009 v Nymburku a 3. místo v družstvech na mistrovství Evropy 2010 ve Vichy.